# Семёнов-Тян-Шанский, Леонид Дмитриевич
Леонид Дмитриевич Семёнов-Тян-Шанский (1880—1917) — русский поэт, прозаик.

## Биография
Отец, Дмитрий Петрович, — председатель отделения статистики РГО, мать Евгения Михайловна (в девичестве Заблоцкая-Десятовская). Получил религиозное воспитание и первоначальное домашнее образование, окончил петербургскую немецкую гимназию Катериненшуле. Серьёзно занимался теорией музыки, играл на фортепиано, писал стихи, сочинения в прозе на русском и немецком языках, политические статьи. В 1899 году вместе со старшим братом Рафаилом поступил на естественный факультет Петербургского университета, в 1900 году перешёл на историко-филологический факультет. В «Литературном сборнике, изданном студентами Санкт-Петербургского университета в пользу раненых буров» (СПб., 1900) Семёнов дебютировал в печати стихотворением «Мне снилось: с тобою по саду вдвоём…», принадлежавшим к фетовской романсной традиции. С 1903 года Семёнов появляется в печати регулярно и привлекает к себе внимание литераторов символистского круга.
В студенческие годы Семёнов был монархистом-«белоподкладочником», «академистом» (противником участия студентов в революционном движении). Но 9 января 1905 года он стал свидетелем расправы над рабочими и их семьями и пережил духовный переворот. Г. И. Чулков, встречавший его в этот период, вспоминал позднее романтический образ красивого мечтательного юноши, «заболевшего … нашею российской болезнью, коей точное наименование — гипертрофия совести». Семёнов оставил университет, не сдав выпускных экзаменов, опростился внешне и вступил в РСДРП. В это время он встретил и полюбил сестру поэта А. М. Добролюбова Марию. В течение 1906 года Семёнов вёл революционную работу в Курской губернии, подвергся двум арестам, побоям, а после освобождения узнал о самоубийстве Марии Добролюбовой. В июне 1907 года Семёнов впервые побывал в Ясной Поляне. Сблизившись с Толстым, он посетил его ещё четыре раза, последний раз в октябре 1909 года, обменивался письмами. В Ясной Поляне вслух читали рассказы Семёнова «У пропасти» и «Алексей заводчик», восхищавшие Толстого. В эти же годы Семёнов сблизился с А. М. Добролюбовым и «добролюбовцами», крестьянствовал, несколько месяцев работал шахтёром, общался с сектантами — хлыстами, скопцами, бегунами.
В начале 1910-х годов Семёнов отказался от военной службы, за что подвергся преследованиям, а также освидетельствованию в психиатрической больнице. После этого в нем произошёл перелом в сторону большей практичности. В 1914 году один из родственников предоставил Семёнову около 20 десятин земли вблизи д. Гремячки. Семёнов срубил избу и стал жить крестьянским трудом. Занимался литературной работой до последнего дня жизни. С 1906 года писал мемуарный роман о России и революции, о судьбах вовлечённых в неё людей, о своей жизни. Вся опубликованная при жизни и после смерти Семёнова проза представляет собой фрагменты этого незавершённого замысла.
В последние годы жизни Семёнов посещал Оптину Пустынь, мечтал о рукоположении, думал о монашеском постриге. После Февральской революции 1917 года он вместе с братом Рафаилом, жившим по соседству, подвергался травле со стороны банды выпущенного из тюрьмы уголовника Чванкина. В ночь с 13 на 14 декабря 1917 года изба Семёнова была разворочена гранатой и сожжена, рукописи его, найденные в доме, уничтожены, а сам он убит выстрелом из дробовика. Могила его неизвестна.